# Eino Kirjonen
Eino Kirjonen (ur. 25 lutego 1933 w Koivisto, zm. 21 sierpnia 1988 w Kouvola) – fiński skoczek narciarski.

## Kariera
Eino Kirjonen rywalizował w latach 1954 – 1962. Zajął siódme miejsce podczas zawodów indywidualnych na dużej skoczni w trakcie Zimowych Igrzysk Olimpijskich 1956, w Cortinie d’Ampezzo.
Trzykrotnie zajmował 2. miejsca w klasyfikacji generalnej Turnieju Czterech Skoczni (w 2. edycji, 3. edycji i 5. edycji). Triumfował w klasyfikacji generalnej 10. Turnieju Czterech Skoczni w roku 1962.
W 1953 i 1955 zwyciężał zawody w ramach Tygodnia Sportów Zimowych w Garmisch-Partenkirchen. W 1954 wygrał konkurs w Kuopio, zaś rok później w Lahti. W latach 1953, 1960 i 1961 wygrywał konkursy w Kirunie, a w 1961 i 1963 był triumfatorem Turnieju Szwajcarskiego.
Kirjonen odnosił sukcesy w Igrzyskach Narciarskich w Lahti: wygrał zawody w 1955, był drugi w 1956 oraz trzeci w 1963.

## Igrzyska olimpijskie

### Indywidualnie
| 1956 Cortina d’Ampezzo | – | 7. miejsce (K-80)  |
| 1960 Squaw Valley      | – | 17. miejsce (K-80) |

### Starty E. Kirjonena na igrzyskach olimpijskich – szczegółowo
| Miejsce | Dzień     | Rok  | Miejscowość       | Skocznia | Punkt K | HS | Konkurs  | Skok 1 | Skok 2 | Nota      | Strata   | Zwycięzca        |
| ------- | --------- | ---- | ----------------- | -------- | ------- | -- | -------- | ------ | ------ | --------- | -------- | ---------------- |
| 7.      | 5 lutego  | 1956 | Cortina d’Ampezzo | Italia   | K-80    | –  | indywid. | 78,0 m | 81,0 m | 219,0 pkt | 8,0 pkt  | Antti Hyvärinen  |
| 17.     | 28 lutego | 1960 | Squaw Valley      | Bergisel | K-80    | –  | indywid. | 85,5 m | 79,5 m | 205,8 pkt | 18,4 pkt | Helmut Recknagel |

## Mistrzostwa świata

### Indywidualnie
| 1958 Lahti    | – | 8. miejsce                             |
| 1962 Zakopane | – | 12. miejsce (K-70), 21. miejsce (K-90) |

### Starty E. Kirjonena na mistrzostwach świata – szczegółowo
| Miejsce | Dzień     | Rok  | Miejscowość | Skocznia       | Punkt K | HS | Konkurs  | Skok 1 | Skok 2 | Skok 3 | Nota      | Strata   | Zwycięzca        |
| ------- | --------- | ---- | ----------- | -------------- | ------- | -- | -------- | ------ | ------ | ------ | --------- | -------- | ---------------- |
| 8.      | 9 marca   | 1958 | Lahti       | Salpausselkä   | K-70    | –  | indywid. | 65,0 m | 64,5 m | –      | 206,0 pkt | 18,5 pkt | Juhani Kärkinen  |
| 12.     | 21 lutego | 1962 | Zakopane    | Wielka Krokiew | K-65    | –  | indywid. | 61,5 m | 65,5 m | 68,5 m | 209,0 pkt | 14,6 pkt | Toralf Engan     |
| 21.     | 25 lutego | 1962 | Zakopane    | Wielka Krokiew | K-90    | –  | indywid. | 87,5 m | 85,5 m | 89,5 m | 204,8 pkt | 36,6 pkt | Helmut Recknagel |

## Turniej Czterech Skoczni

### Miejsca w klasyfikacji generalnej
| Sezon     | Miejsce |
| --------- | ------- |
| 1953/1954 | 2.      |
| 1954/1955 | 2.      |
| 1956/1957 | 2.      |
| 1958/1959 | 13.     |
| 1961/1962 | 1.      |

## Kariera trenerska
Eino Kirjonen po zakończeniu kariery sportowej rozpoczął karierę trenerską. W latach 1964–1980 z sukcesami prowadził reprezentację Finlandii.
Sukcesy podopiecznych Kirjonena w Finlandii w latach 1964–1980 (chronologicznie)
| Medal | Zawodnik           | Zawody                   | Rok  |
| ----- | ------------------ | ------------------------ | ---- |
|       | Veikko Kankkonen   | Turniej Czterech Skoczni | 1966 |
|       | Paavo Lukkariniemi | Mistrzostwa świata       | 1966 |
|       | Tauno Käyhkö       | Turniej Czterech Skoczni | 1972 |
|       | Kari Ylianttila    | Turniej Czterech Skoczni | 1978 |
|       | Tapio Räisänen     | Mistrzostwa świata       | 1978 |
|       | Pentti Kokkonen    | Turniej Czterech Skoczni | 1979 |
|       | Jouko Törmänen     | Igrzyska olimpijskie     | 1980 |
|       | Jari Puikkonen     | Igrzyska olimpijskie     | 1980 |

## Śmierć
Eino Kirjonen zmarł 21 sierpnia 1988 roku w Kouvola.